# Израильско-иорданский мирный договор
Израильско-иорданский мирный договор (полное наименование: Договор о мире между Государством Израиль и Иорданским Хашимитским Королевством, ивр. הסכם השלום בין ישראל לירדן‎, араб. معاهدة السلام الأردنية الإسرائيلية‎) — мирный договор, подписанный в 1994 году между Израилем и Иорданией. Договор был предназначен для нормализации отношений между двумя странами и для урегулирования территориального спора между ними. Договор был подписан 26 октября 1994 года около южного пограничного пункта «Арава», и Иордания стала второй арабской страной (после Египта), заключившей мирный договор с Израилем.

## История договора

### Предпосылки
Первая встреча Хаима Вейцмана с эмиром Трансиордании Абдаллой состоялась в Лондоне в 1922 г. Абдалла согласился поддержать «Декларацию Бальфура», если сионисты признают его правителем Палестины. Предложение Вейцман отклонил, но контакты между ними продолжались.
После Войны за независимость, 3 апреля 1949 г. на острове Родос было заключено первое перемирие между Израилем и Трансиорданией, зафиксировавшее сложившееся в результате боевых действий положение. В том же месяце области на западном берегу реки Иордан, контролировавшиеся Арабским легионом, были аннексированы, а королевство было переименовано в Иорданское Хашимитское Королевство.
Во время Шестидневной Войны 1967 года иорданская армия, участвовавшая в нападении на Израиль, была разгромлена в течение двух дней, и Иордания потеряла территорию Иерусалима и Западного берега реки Иордан.
В 1987 году в Лондоне, втайне от премьер-министра Израиля Ицхака Шамира, израильский министр иностранных дел Шимон Перес подписывает с королём Иордании Хусейном документ, призывающий к мирной ближневосточной конференции и предусматривающий переход контроля над Западным берегом реки Иордан к Иордании. При этом король Хусейн предполагал, что Шамир одобрил эти переговоры. Перес отказался показать Шамиру копию соглашения и после того, как Шамир узнал о переговорах от американцев. Они же, в конце концов, предоставили главе правительства и копию соглашения. Результатом стало увольнение Переса Шамиром. В следующем году Иордания отказалась от своих претензий на Западном берегу в пользу ООП.
До начала 90-х годов отношения между Израилем и Иорданией официально были напряженными. Изменения в политической ситуации начались после оккупации Ираком Кувейта и войны в персидском заливе. После победы над Ираком США приступили к активной миротворческой деятельности на Ближнем Востоке. На Мадридской конференции Израиль впервые вступил в переговоры с арабскими странами.
В 1992 году к власти в Израиле пришла партия «Авода» под руководством Ицхака Рабина. Его предвыборная программа предполагала серьёзное продвижение к миру с арабами по всем направлениям. Как следствие этого, в 1993 году были подписаны Норвежские соглашения между Израилем и ООП.

### Предварительные переговоры
Премьер-министр Израиля Ицхак Рабин и министр иностранных дел Шимон Перес сообщили королю Хусейну, что после соглашений Осло с ООП, Иордания может «остаться вне игры». Хусейн провел консультации с президентом Египта Хосни Мубараком и президентом Сирии Хафезом Асадом. Мубарак поддержал его, а Асад посоветовал ему только «поговорить» с Израилем, а не подписывать какие-либо соглашения. США в лице президента Билла Клинтона начали давить на Хусейна, чтобы тот начал мирные переговоры и подписал мирный договор с Израилем, и обещали ему, что иорданские долги будут прощены. Совместные усилия увенчались успехом, и Иордания приняла решение подписать соглашение с Израилем. 25 июля 1994 года Рабин, Хусейн и Клинтон подписали «Вашингтонскую декларацию» в Вашингтоне, округ Колумбия. В ней говорилось, что Израиль и Иордания объявляют о конце официального состояния вражды, и начале переговоров с целью достижения «конца кровопролития и скорби», а также справедливого и прочного мира.
Премьер-министр И. Рабин и король Хусейн произнесли торжественные речи. Король Хусейн в частности сказал:
Многие годы в каждой молитве я просил Всевышнего Бога помочь мне стать одним из творцов мира... Это то, о чем мечтал мой великий дед, а сейчас мечтаю я. Мы чувствуем, что близки к осуществлению этой мечты...; естественное придет на смену тому неестественному в нашей жизни, что долгие годы, к сожалению, было естественным.

### Подписание соглашения

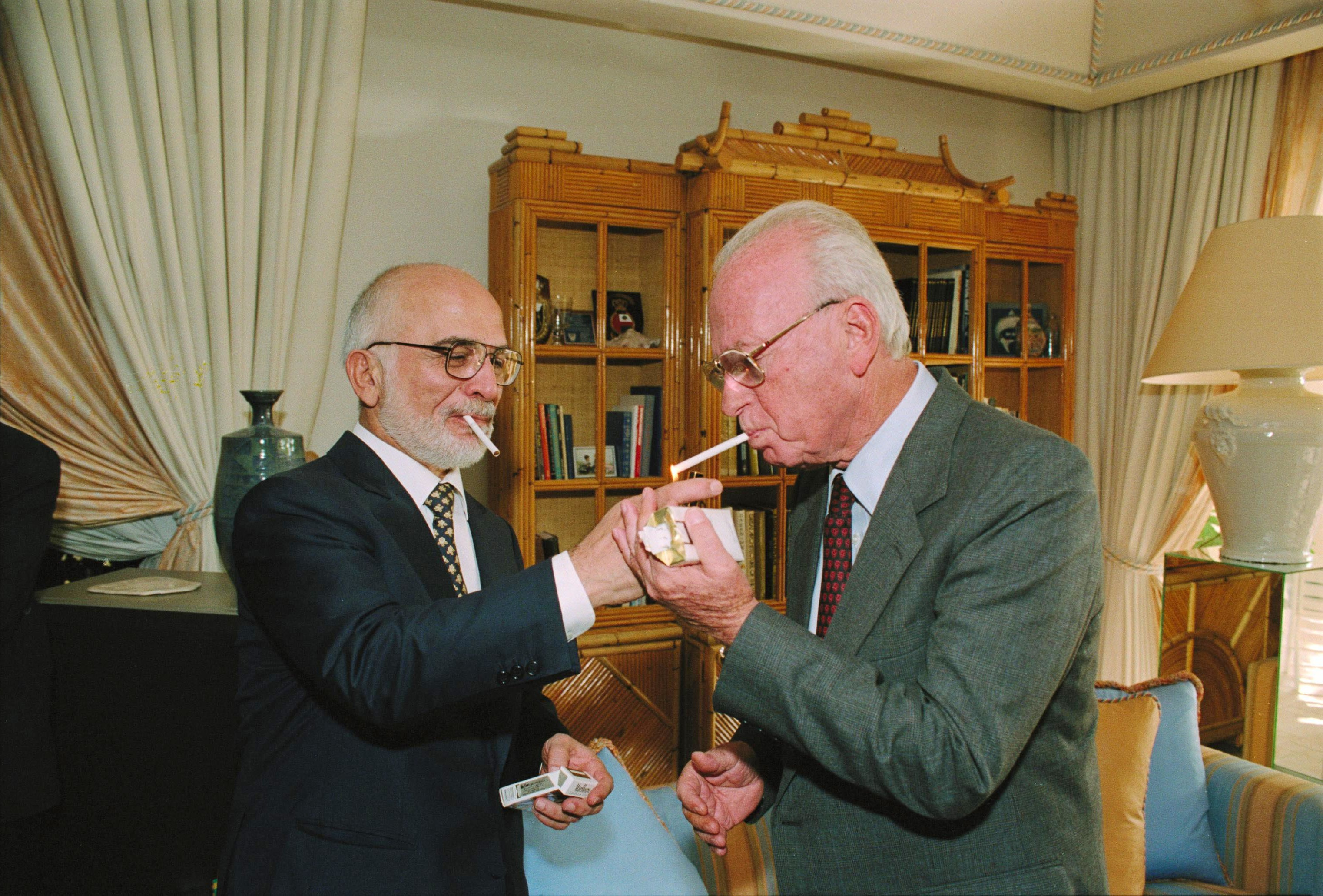
Король Иордании Хусейн и премьер-министр Израиля Ицхак Рабин после подписания договора 26 октября 1994 года

В июле 1994 года премьер-министр Иордании Абдельсалам аль-Маджали объявил «конец эры войн», а Шимон Перес заявил, что «момент мира настал». Рабин и король Хусейн провели открытое заседание с Клинтоном в Белом доме.
26 октября 1994 года Иордания и Израиль подписали этот исторический мирный договор на церемонии, состоявшейся в долине Арава в Израиле, к северу от Эйлата и вблизи иорданской границы. Премьер-министр Рабин и премьер-министр Абдельсалам аль-Маджали подписали договор, и президент Израиля Эзер Вейцман пожал руку королю Хусейну. Это произошло в присутствии президента Билла Клинтона, сопровождаемого госсекретарем США Уорреном Кристофером.
Египет приветствовал соглашение, а Сирия полностью проигнорировала его. Группа ливанских боевиков «Хезболлы» в знак протеста против договора за 20 минут до начала церемонии подписания обстреляла населенные пункты северной Галилеи минометными снарядами и ракетами. Израильские жители, которые были вынуждены эвакуироваться в бомбоубежища, взяли с собой радиоприемники и переносные телевизоры, чтобы не пропустить момент подписания второго в истории Израиля мирного договора с арабским государством.

## Основные принципы договора
Ключевыми принципами подписанного между Израилем и Иорданией договора были:

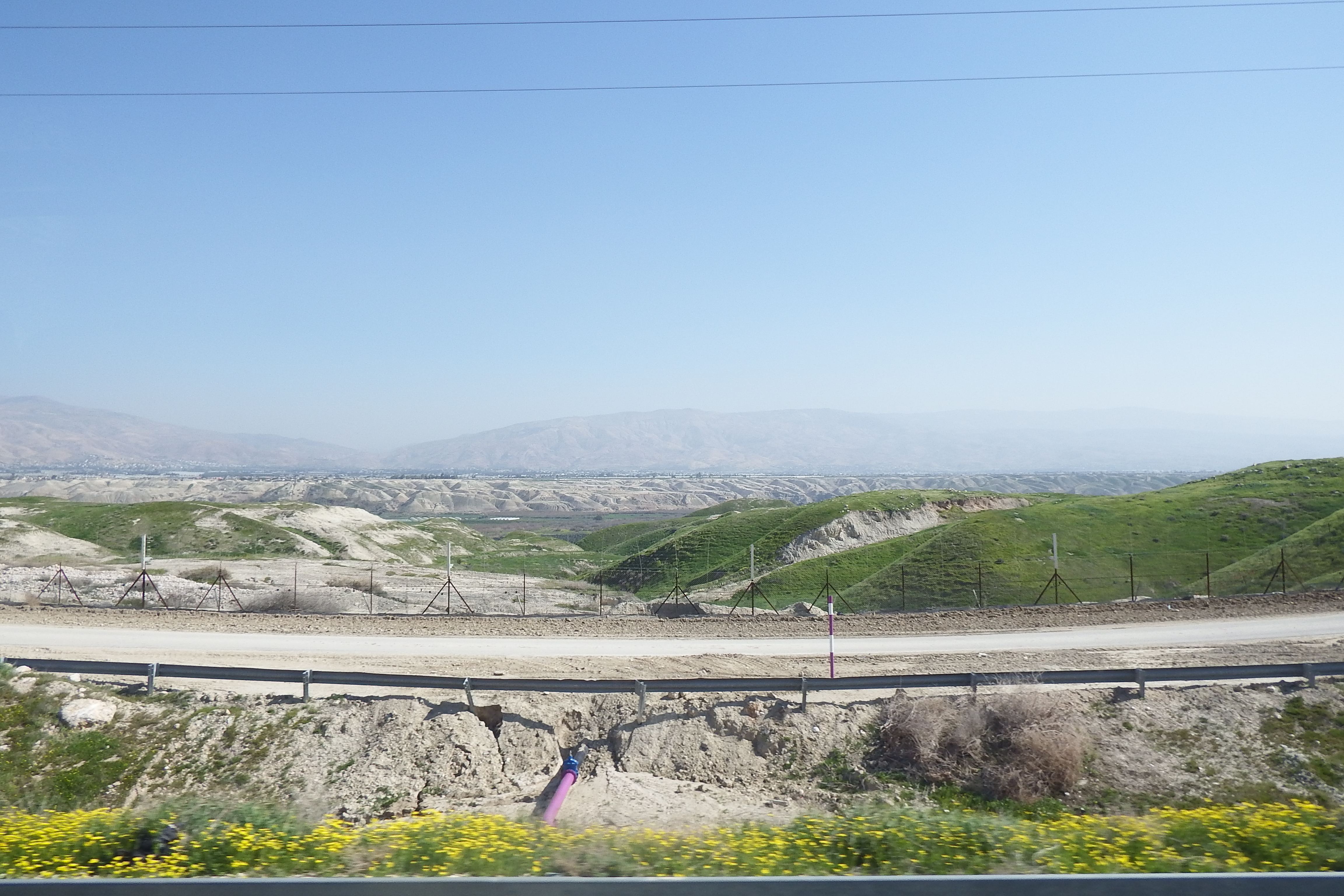
Граница Израиля с Иорданией в долине реки Иордан

- Границы: в качестве утверждённой границы была установлена река Иордан, и условлено, что если её русло изменится, Иорданская граница последует за новым руслом. Кроме того, Израиль передал Иордании 300 квадратных километров, в том числе так называемый «остров мира[англ.]», а также 2850 дунамов (2,85 км²) в пустыне Арава (Muvlaat Tzofar). Участок границы от Эйн-Геди до Бейт Шеана не был установлен, поскольку Иордания заявила, что Палестинская администрация должна быть партнером для установления этой границы.
- Нормализация: полная нормализация отношений, установление дипломатических отношений и открытие посольств, предоставление туристам виз, открытие воздушных сообщений, свобода доступа к морским портам и создание свободных торговых зон и промышленных парков в Арава.
- Безопасность и оборона: уважение суверенитета и территориальной целостности каждой из сторон, ненарушение границ без разрешения. Сотрудничество в борьбе с терроризмом и совместные усилия по борьбе с террором, в том числе защита от нападений и нарушения границ контрабандистами. Каждая страна обязана предотвращать любые враждебные действия против другой стороны, и не сотрудничать с какой-либо террористической организацией.
- Иерусалим: Иордании будет отдаваться предпочтение (в качестве опекуна или хранителя мусульманских и христианских святых мест), когда пойдет речь о положении мусульманских и христианских святых мест в городе в рамках каких-либо будущих мирных соглашениях с палестинцами.
- Вода: в рамках справедливого разделения воды реки Иордан и подземных водных ресурсов пустыни Арава, Израиль согласился предоставлять Иордании 50 млн кубов воды в год (Иордания требовала 100 млн) и долю в реке Ярмук, чтобы Иордания имела 3/4 от неё. Обе страны будут также развивать другие водные ресурсы и водохранилища, и помогать друг другу в годы засухи.
- Палестинские беженцы: Израиль и Иордания будет сотрудничать с тем, чтобы облегчить страдания беженцев, в том числе в четырёхстороннем комитете (Израиль, Иордания, Египет и палестинцы), который будет пытаться работать в направлении решения проблемы.

## Краткое содержание договора
Договор состоит из преамбулы, тридцати статей и пять приложений к нему, а также топографические карты, на которых обозначена международная граница между двумя странами и указаны оккупированные Израилем территории, возвращенные под иорданский суверенитет.
- Преамбула договора: Стремящиеся к миру Израиль и Иордания, учитывая Вашингтонскую декларацию, подписанную 25 июля 1994, и основываясь на резолюции Совета Безопасности ООН во всех её аспектах, заявили о прекращении состояния войны между ними и установлении мира между ними в соответствии с договором о мире.
- Статья 1: Объявление мира

Между Государством Израиль и Иорданским Хашимитским Королевством установлено состояние мира.
- Статья 2: Взаимное признание

Стороны признают и уважают суверенитет друг друга, территориальную целостность и политическую независимость. Иорданское Хашимитское Королевство будет находиться в гармонии с Государством Израиль.
- Статья 3: Границы

Определение и признание международной границы между Израилем и Иорданией было установлено со ссылкой на определение границы в соответствии с Британским мандатом. Однако, без ущерба для статуса любых территорий, которые попали под израильский военный контроль правительства в 1967 году (пункт 2).
- Статья 4: Сотрудничество в области безопасности

Взаимопонимание и сотрудничество в области безопасности, связанные с этим вопросы будут значительной частью отношений. Стороны признали достижения в рамках Европейского союза в развитии Конференции по Безопасности и Сотрудничеству в Европе (СБСЕ), и взяли на себя обязательства по созданию на Ближнем Востоке организации CSCME (Совещание по безопасности и сотрудничеству на Ближнем Востоке). Стороны обязуются воздерживаться от силовых угроз, применения силы или традиционного, нетрадиционного или любого другого вида оружия, а также придерживаться борьбы с терроризмом всех видов.
- Статья 5: Дипломатические отношения

Устанавливаются в полном объёме дипломатические и консульские отношения и производится обмен послами и резидентами, включая нормализацию экономических и культурных связей.
- Статья 6: Водные ресурсы

Стороны признают законное разделение воды в реке Иордан и реке Ярмук, подземные воды пустыни Арава и разработку новых водных ресурсов.
- Статья 7: Экономическое сотрудничество

Для содействия экономическому сотрудничеству и для устранения дискриминационных барьеров стороны договорились прекратить экономический бойкот.
- Статья 8: Беженцы

Проблема перемещенных лиц, будет обсуждаться вместе с Египтом и палестинцами, и вопрос о беженцах будет обсуждаться на многосторонней основе в сочетании с переговорами о постоянном статусе территорий.
- Статья 9: Святые места

Свобода доступа к местам религиозного и исторического значения. Израиль будет учитывать особую роль Иорданского Хашимитского Королевства в сохранении мусульманских святынь в Иерусалиме. Когда начнутся переговоры о постоянном статусе, Израиль уделит приоритетное внимание иорданской исторической роли в отношении этих святых мест.
- Статья 10: Культура и наука

Установление культурных и научных обменов во всех областях, и договор о создании нормальных культурных связей.
- Статья 11: Взаимопонимание и терпимость

Стороны будут воздерживаться от пропаганды в отношении друг друга, не допускать распространения такой пропаганды в их собственных странах, обеспечивать надлежащую правовую процедуру для граждан обеих стран.
- Статья 12: Наркотики и преступность

Стороны будут бороться с преступностью, контрабандой, незаконным оборотом наркотиков, и привлекать к ответственности виновных.
- Статья 13: Дороги

Стороны предоставят свободное передвижение для людей и транспортных средств, и не будут навязывать дискриминационные налоги и ограничения. Будут открывать и сохранять дороги и пограничные переходы, а также договорились продолжить переговоры по постройке шоссе между Египтом, Израилем и Иорданией возле Эйлата.
- Статья 14: Свобода моря

Право прохода через территориальные воды в соответствии с нормами международного права и с нормальным доступом к портам. Пролив Тиран и залив Акаба являются международными водными путями, открытыми для всех государств.
- Статья 15: Авиаперелеты

Признание прав, привилегий и обязательств, предусмотренных в рамках многостороннего авиационного соглашения, в частности Конвенции о международной гражданской авиации (Чикагская конвенция) 1944 года, и соглашения о международных воздушных транзитных перевозках 1944 года.
- Статья 16: Средства коммуникации

Стороны будут иметь прямые телефонные и факсимильные линии, и почтовую связь.
- Статья 17: Туризм

Стороны будут содействовать сотрудничеству в области туризма.
- Статья 18: Окружающая среда

Стороны будут сотрудничать в области охраны окружающей среды, охраны природы и предотвращения загрязнений.
- Статья 19: Энергетика

Стороны будут развивать освоение энергетических ресурсов и проектов, таких как использование солнечной энергии, а также взаимодействие между электрическими сетями в районе Эйлат — Акаба.
- Статья 20: Иорданская долина

Развитие в долине Иордана, в том числе совместных проектов в экономической, экологической, энергетической и связанных с туризмом областях.
- Статья 21: Здравоохранение

Сотрудничество в области здравоохранения.
- Статья 22: Сельское хозяйство

Сотрудничество в области сельского хозяйства, включая ветеринарные услуги, защиту растений, биотехнологии и маркетинг.
- Статья 23: Акаба-Эйлат

Будут созданы механизмы для совместного развития городов Акаба и Эйлат, такие, как развитие туризма, таможни, зона свободной торговли, авиация, предотвращения загрязнения окружающей среды, сотрудничество по морским, полицейским и таможенным вопросам, а также по вопросам здравоохранения.

## Последствия договора

Граница между Израилем и Иорданией по реке Иордан в районе поселения Каср-эль-Яхуд в 9 км севернее Мёртвого моря. Фото с израильского берега, 2018

Подписанный Израилем и Иорданией мирный договор был завершающим аккордом процесса развития дружественных отношений между двумя государствами, начатого ещё после окончания Шестидневной войны в 1967 году, когда Иордания решила впредь более не проявлять враждебных действий в отношении Израиля.
Последствием подписания договора стало значительное увеличение экономических связей между Израилем и Иорданией. С 1996 года по 2003 год объём торговли вырос в 10 раз. Благодаря особым экономическим израильско-иорданским промышленным зонам, в которых израильские текстильные предприятия открыли свои филиалы, резко вырос иорданский экспорт продукции в США (примерно в 50 раз к 2003 году).
После соглашения Израиль и Иордания открыли свои границы для туристов. Несколько пограничных переходов были установлены по всей границе, что облегчило туристические, торговые и рабочие поездки между двумя странами. Израильские туристы начали посещать Иорданию, многие из них ездили например посмотреть на «Села Ха-Адом» («Красный Камень») в Петре — вырезанный из камня город времен Набатейского царства, который очаровал израильтян ещё в течение 50-х и 60-х годов, когда они тайно проникали в Иорданию посмотреть на него.
В 1996 году был подписан дополнительный торговый договор, по которому Израиль оказывает значительную помощь при создании современного медицинского центра в Аммане.
В 2000 году был подписан договор об экономическом сотрудничестве в районе Эйлата и Акабы. Помимо сотрудничества в области туризма и транспорта имеются проекты по сооружению дороги вдоль Акабского залива; модернизация мостов через реку Иордан.
В октябре 2018 года Иордания объявила, что не намерена продлевать один из пунктов договора об аренде иорданских земель, и собирается вернуть их под свой суверенитет, что предусматривалось самим договором по истечении 25 лет.

## Критика договора
Согласно многим источникам в Израиле недовольны формулой «мир в обмен на воду», содержащуюся в этом договоре. Считается, что Израиль не может себе позволить отдавать Иордании воду, нехватка которой остро ощущается в самом Израиле.